# Carvaka dolens
Carvaka dolens är en insektsart som beskrevs av Melichar 1903. Carvaka dolens ingår i släktet Carvaka och familjen dvärgstritar. Inga underarter finns listade i Catalogue of Life.